# هوگو بالیویان
هوگو بالیویان (انگلیسی: Hugo Ballivián; زاده ۷ ژوئن ۱۹۰۱ – درگذشته ۱۵ ژوئیهٔ ۱۹۹۳) سیاستمدار اهل بولیوی بود. وی از ۱۶ مه ۱۹۵۱ تا ۱۱ آوریل ۱۹۵۲ رئیس‌جمهور بولیوی بود.
هوگو بالیویان در ۱۵ ژوئیه ۱۹۹۳، در سن ۹۲ سالگی درگذشت.